# Scorpiops puerensis
Espèce
Synonymes
- Euscorpiops puerensis Di, Wu, Cao, Xiao & Li, 2010

Scorpiops puerensis est une espèce de scorpions de la famille des Scorpiopidae.

## Distribution
Cette espèce est endémique du Yunnan en Chine. Elle se rencontre dans la préfecture de Pu'er.

## Description

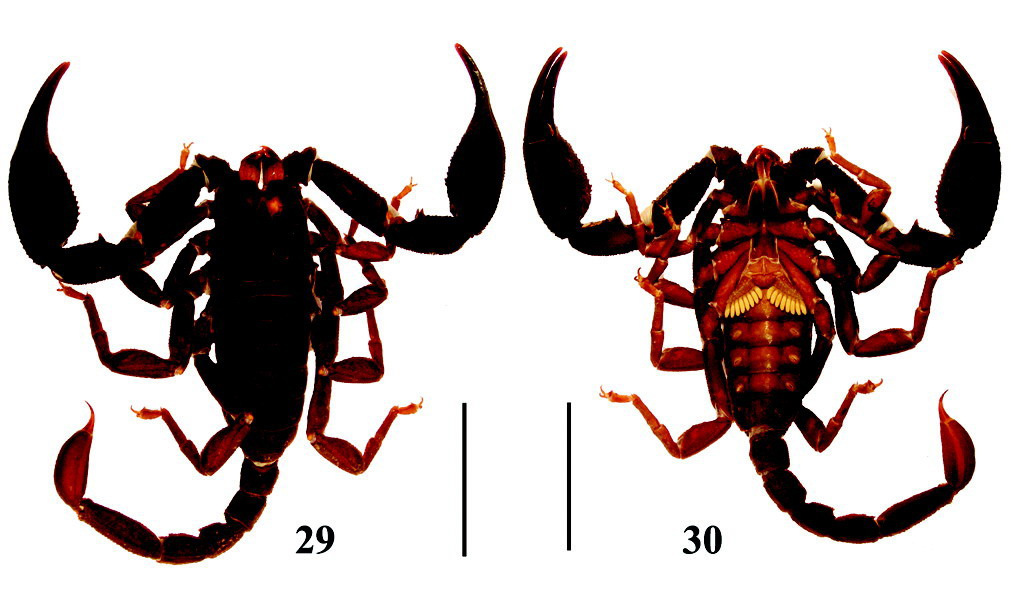
Scorpiops puerensis ♂

Euscorpiops puerensis mesure de 48,8 à 60,0 mm.

## Systématique et taxinomie
Cette espèce a été décrite sous le protonyme Euscorpiops puerensis par Di, Wu, Cao, Xiao et Li en 2010. Elle est placée dans le genre Scorpiops par Kovařík, Lowe, Stockmann et Šťáhlavský en 2020.

## Étymologie
Son nom d'espèce, composé de puer et du suffixe latin -ensis, « qui vit dans, qui habite », lui a été donné en référence au lieu de sa découverte, la préfecture de Pu'er.

## Publication originale
- Di, Wu, Cao, Xiao & Li, 2010 : « A catalogue of the genus Euscorpiops Vachon, 1980 (Scorpiones: Euscorpiidae, Scorpiopinae) from China, with description of a new species. » Zootaxa, no 2477, p. 49-61.